# パクシ・レザマ
パクシ・レザマ（Patxi Xabier Lezama Perier, 1967年6月20日）は、スペイン・ビスカヤ県サリャ出身の彫刻家・著作家。バスク人。

## 経歴
彼は現代のバスク彫刻家の世代の一部です。 20世紀後半のバスク彫刻の主要な革新者の1人と見なされています。象徴的で神話的なものを象徴的に表しています。1990年頃、鍛冶場での雇用により、彼は鉄の仕事を始めました。彼は彫刻のサイクルを引き受け、バスクの芸術と文化への関心を高めています。 2005年に彼は実験の段階を開きます。トーテムの規模は、80年代の終わりに、彼の民族文化的プラスチック調査の経験によって近づきました。

## 著書
- Basque mythology  (2016)
- Australian mythology (2021)
- 日本のことわざ (2020)[7]